# Lluchmayor
Lluchmayor (catalansk: Llucmajor) er en by og kommune i det østlige Spanien på øen Mallorca i provinsen De Baleariske Øer. Den har et indbyggertal på  indbyggere.